# Assedio di Xerigordos
L'assedio di Xerigordos nel 1096, spesso scritto Xerigordon nella letteratura storica moderna, contrappose 6 000 tedeschi della Crociata dei poveri sotto il comando di Reinald di Broyes contro i turchi comandati da Elchanes, generale di Qilij Arslan I, il sultano selgiuchide di Rûm. Il gruppo di incursori crociati catturò il forte turco di Xerigordos, a circa quattro giorni di marcia da Nicea, nel tentativo di stabilire un avamposto di saccheggio. Elchanes arrivò tre giorni dopo e assediò i crociati. I difensori non avevano riserve d'acqua, e dopo otto giorni di assedio, si arresero il 29 settembre. Alcuni dei crociati si convertirono all'Islam, mentre altri che rifiutarono furono uccisi.

## Antefatti
L'armata della Crociata dei poveri sbarcò in Asia Minore il 6 agosto 1096 e si accampò a Elenopoli (Civetot/Civetote) a nord-ovest di Nicea, a quel tempo capitale del sultanato selgiuchide di Rûm. Il giovane sultano, Qilij Arslan I, era nel mezzo di una campagna militare a est, contro l'emirato Danishmendide.
In attesa dell'esercito principale dei crociati, l'esercito disorganizzato iniziò ad attaccare i villaggi che circondavano Nicea. Il gruppo di incursori tornò molte volte senza ostacoli con il loro bottino, a un certo punto sconfiggendo anche la guarnigione di Nicea quando questa cercò di fermarli. Reinaldo guidò 6 000 tedeschi (lombardi e alemanni), compresi 200 cavalieri, in incursioni simili. Reinaldo era insoddisfatto dei risultati del saccheggio vicino a Nicea e andò più lontano a Xerigordos, una fortezza a quattro giorni di marcia verso est, per stabilire una base di saccheggio. Il 18 settembre 1096, sconfisse facilmente la sua guarnigione.
Qilij Arslan ordinò al suo generale, Elchanes, di affrontare le incursioni dei crociati con le sue truppe, per lo più arcieri a cavallo.

## La battaglia
Elchanes arrivò tre giorni dopo che Reinaldo aveva occupato Xerigordos, il 21 settembre e assediò strettamente i crociati. La velocità delle truppe a cavallo turche sorprese i tedeschi; non si aspettavano di essere assediati ed erano impreparati e senza rifornimenti adeguati. Inoltre, non c'era un sistema di approvvigionamento idrico all'interno della fortezza:
"La nostra gente era così afflitta dalla sete che dissanguava i cavalli e gli asini e beveva il sangue; altri lasciavano cadere nella cisterna le loro cinture e i loro fazzoletti e se ne spremevano l'acqua in bocca; alcuni urinavano nelle mani incavate degli altri e bevevano; altri scavavano la terra umida e si sdraiavano sulla schiena e si spargevano la terra sul petto per alleviare l'eccessiva secchezza della sete".
Le forze di soccorso non arrivarono mai. Alcuni resoconti menzionano che i turchi mandarono due spie all'accampamento dei crociati a Civetot per far credere loro che Xerigordos fosse ancora al sicuro, e persino che Nicea fosse stata conquistata da Reinaldo. Altri resoconti menzionano che i capi crociati sul campo furono costretti dalle loro truppe ad avanzare, ma non poterono prendere la decisione fino a quando la notizia della resa di Xerigordos arrivò in ottobre.
Per otto giorni, i crociati resistettero alla sete e a una pioggia di frecce e fumo dei turchi. Dopo, il capo dei tedeschi si offrì di arrendersi e di combattere per i turchi. Il forte si arrese il 29 settembre 1096. Alcuni dei crociati che si convertirono all'Islam divennero schiavi, mentre altri che rifiutarono di abbandonare la loro fede furono uccisi.
Ci sono vari resoconti sul destino di Reinaldo. Alcuni dicono che fu ucciso all'inizio dell'assedio mentre cercava di tendere un'imboscata alla fonte d'acqua dei turchi davanti alla fortezza, altri che morì durante l'assedio, e uno che sostiene che si convertì all'Islam.
Qilij Arslan divenne più fiducioso e mandò il suo esercito a tendere un'imboscata all'esercito della Crociata dei poveri nella battaglia di Civetot, sulla strada per Nicea.